# 有吉佐織
有吉 佐織（ありよし さおり、1987年11月1日 - ）は、佐賀県佐賀市出身 の女子サッカー選手。アルビレックス新潟レディース所属。元サッカー日本女子代表。ポジションはディフェンダー、ミッドフィールダー。日本プロサッカー選手会理事。

## 来歴

### ユース
小学4年生のときに兄の影響でサッカーを始め、男子チーム「ミルンFC」で3年間プレーした。その後地元の中学に進学するが、通学範囲内には女子が入れるサッカー部がなかったため、社会人チーム「ヤング・ミッチーズ」に入団。中学1年生のときに出場した九州大会で神村学園高校の監督に声を掛けられ、中学2年生から神村学園中等部に転校した。高校は神村学園高等部に進学。2006年、日本体育大学に進学。在学中の2008年、代表のトレーニングキャンプに招集された。また、特別指定選手として東京電力女子サッカー部マリーゼに登録され、なでしこリーグ出場を果たした。
関東大学女子サッカーリーグ一部にてMVP獲得。インカレ決勝戦では早稲田大学と対戦貴重な先制ゴールを決め日体大の2連覇に貢献した。大学の2年先輩には川澄奈穂美がいる。2009年に左膝前十字靭帯断裂に遭った際、同じ怪我を乗り越えた川澄に励まされたと語っている。

### シニア
大学卒業後の2010年に日テレ・ベレーザに入団。それまではフォワードだったが、サイドバックにコンバートされた。両サイドをこなせる貴重な存在 として主力選手となり、2013年、2014年にはなでしこリーグのベストイレブンに選出された。
2021年1月29日、大宮アルディージャの女子チームとして、2021年秋より発足するWEリーグに参入が決まった大宮アルディージャVENTUSへ阪口夢穂とともに完全移籍。
2023年6月26日、日本プロサッカー選手会の理事に就任。現役女子サッカー選手として初めてとなる。
2024年5月23日、大宮アルディージャVENTUSを契約満了に伴い退団することが発表された。同年7月2日、アルビレックス新潟レディースへの加入が発表された。

### 代表
2012年2月、アルガルヴェ・カップのノルウェー戦で代表初出場を果たす。7月にはロンドンオリンピックのバックアップメンバーとなった。2015年、FIFA女子ワールドカップ・カナダ大会のメンバーに選出。レギュラーとして起用され、決勝トーナメント1回戦のオランダ戦では代表初ゴールを記録する。準決勝のイングランド戦では先制点に繋がるペナルティキックを獲得したほか、守備面でも活躍してチームの決勝進出に貢献し、マン・オブ・ザ・マッチに選出された。また、大会全体の最優秀選手候補にも名を連ねたが、チームは決勝でアメリカに敗れて準優勝となり、有吉も受賞はならなかった。
2016年、リオデジャネイロオリンピックのサッカー女子アジア最終予選の日本代表メンバーに選出されたが、チームは予選3位となり五輪出場権を逃した。
2017年3月、アルガルヴェ・カップ2017に参加するためにポルトガル遠征を行っていた日本代表の練習中に右膝前十字靭帯を損傷し、全治約8ヶ月と診断された。

## 個人成績

### クラブ
| 国内大会個人成績 | 国内大会個人成績               | 国内大会個人成績 | 国内大会個人成績 | 国内大会個人成績 | 国内大会個人成績 | 国内大会個人成績 | 国内大会個人成績 | 国内大会個人成績 | 国内大会個人成績 | 国内大会個人成績 | 国内大会個人成績 |
| 年度             | クラブ                         | 背番号           | リーグ           | リーグ戦         | リーグ戦         | リーグ杯         | リーグ杯         | オープン杯       | オープン杯       | 期間通算         | 期間通算         |
| 年度             | クラブ                         | 背番号           | リーグ           | 出場             | 得点             | 出場             | 得点             | 出場             | 得点             | 出場             | 得点             |
| 日本             | 日本                           | 日本             | 日本             | リーグ戦         | リーグ戦         | リーグ杯         | リーグ杯         | 皇后杯           | 皇后杯           | 期間通算         | 期間通算         |
| ---------------- | ------------------------------ | ---------------- | ---------------- | ---------------- | ---------------- | ---------------- | ---------------- | ---------------- | ---------------- | ---------------- | ---------------- |
| 2005             | 神村学園高等部                 | 10               | -                | -                | -                | -                | -                | 1                | 0                | 1                | 0                |
| 2007             | 日本体育大学                   | 9                | -                | -                | -                | -                | -                | 2                | 1                | 2                | 1                |
| 2008             | 日本体育大学                   | 9                | -                | -                | -                | -                | -                | 3                | 1                | 3                | 1                |
| 2008             | 東京電力女子サッカー部マリーゼ | 29               | なでしこ Div.1   | 3                | 0                | -                | -                | -                | -                | 3                | 0                |
| 2010             | 日テレ・ベレーザ               | 19               | なでしこ         | 5                | 0                | 3                | 0                | 0                | 0                | 8                | 0                |
| 2011             | 日テレ・ベレーザ               | 6                | なでしこ         | 16               | 1                | -                | -                | 2                | 1                | 18               | 2                |
| 2012             | 日テレ・ベレーザ               | 6                | なでしこ         | 17               | 1                | 6                | 2                | 2                | 0                | 25               | 3                |
| 2013             | 日テレ・ベレーザ               | 6                | なでしこ         | 18               | 2                | 9                | 0                | 2                | 0                | 29               | 2                |
| 2014             | 日テレ・ベレーザ               | 6                | なでしこ         | 28               | 2                | -                | -                | 4                | 1                | 32               | 3                |
| 2015             | 日テレ・ベレーザ               | 6                | なでしこ1部      | 23               | 1                | -                | -                | 4                | 0                | 27               | 1                |
| 2016             | 日テレ・ベレーザ               | 6                | なでしこ1部      | 18               | 0                | 8                | 1                | 4                | 0                | 30               | 1                |
| 2017             | 日テレ・ベレーザ               | 6                | なでしこ1部      | 0                | 0                | 0                | 0                | 5                | 0                | 5                | 0                |
| 2018             | 日テレ・ベレーザ               | 6                | なでしこ1部      | 17               | 0                | 3                | 0                | 5                | 0                | 25               | 0                |
| 2019             | 日テレ・ベレーザ               | 6                | なでしこ1部      | 17               | 1                | 10               | 2                | 5                | 0                | 32               | 3                |
| 2020             | 日テレ・東京ヴェルディベレーザ | 6                | なでしこ1部      | 16               | 1                | -                | -                | 5                | 0                | 21               | 1                |
| 2021-22          | 大宮アルディージャVENTUS       | 6                | WE               | 16               | 3                | -                | -                | 0                | 0                | 16               | 3                |
| 2022-23          | 大宮アルディージャVENTUS       | 6                | WE               | 20               | 0                | 5                | 0                | 2                | 0                | 27               | 0                |
| 2023-24          | 大宮アルディージャVENTUS       | 6                | WE               | 21               | 1                | 5                | 0                | 1                | 0                | 27               | 1                |
| 2024-25          | アルビレックス新潟レディース   | 6                | WE               | 22               | 0                | 5                | 0                | 4                | 0                | 31               | 0                |
| 2025-26          | アルビレックス新潟レディース   | 6                | WE               |                  |                  |                  |                  |                  |                  |                  |                  |
| 通算             | 日本                           | 日本             | 1部              | 257              | 13               | 54               | 5                | 45               | 2                | 356              | 20               |
| 通算             | 日本                           | 日本             | その他           | -                | -                | -                | -                | 6                | 2                | 6                | 2                |
| 総通算           | 総通算                         | 総通算           | 総通算           | 257              | 13               | 54               | 5                | 51               | 4                | 362              | 22               |

- 日本女子サッカーリーグ
  - 初出場 - 2008年11月9日 なでしこリーグ ディヴィジョン1 第？節 アルビレックス新潟レディース戦 (Jヴィレッジスタジアム)
  - 初得点 - 2011年9月25日 なでしこリーグ 第10節 伊賀フットボールクラブくノ一戦 (上野運動公園競技場)
- WEリーグ
  - 初出場 - 2021年10月2日 第4節 三菱重工浦和レッズレディース戦 (NACK5スタジアム大宮)[23]
  - 初得点 - 2021年10月10日 第5節 サンフレッチェ広島レジーナ戦 (NACK5スタジアム大宮)[23]

### 代表
- 2012年2月29日 - 日本代表初出場 -  ノルウェー戦 (アルガルヴェ・カップ2012)
- 2015年6月23日 - 日本代表初得点 -  カナダ戦 (2015 FIFA女子ワールドカップ)

#### 主な選出歴
- U-20日本女子代表
  - 2006年 AFC U-19女子選手権 マレーシア
- ユニバーシアードサッカー日本女子代表
  - 2007年 第24回ユニバーシアード競技大会 バンコク
- 日本女子代表（なでしこジャパン）
  - 2012年 アルガルヴェ・カップ（準優勝）
  - 2013年 アルガルヴェ・カップ
  - 2014年 アルガルヴェ・カップ（準優勝）
  - 2014年 AFC女子アジアカップ（優勝）
  - 2014年 アジア競技大会（準優勝）
  - 2015年 アルガルヴェ・カップ
  - 2015年 FIFA女子ワールドカップ（準優勝）
  - 2017年 アルガルヴェ・カップ
  - 2018年 アルガルヴェ・カップ
  - 2018年 AFC女子アジアカップ（優勝）
  - 2018年 アジア競技大会（優勝）
  - 2019年 シービリーブスカップ（英語版）

#### 試合数
| 日本代表 | 国際Aマッチ | 国際Aマッチ |
| 年       | 出場        | 得点        |
| -------- | ----------- | ----------- |
| 2012     | 5           | 0           |
| 2013     | 8           | 0           |
| 2014     | 17          | 0           |
| 2015     | 12          | 1           |
| 2016     | 7           | 0           |
| 2017     | 0           | 0           |
| 2018     | 14          | 0           |
| 2019     | 2           | 0           |
| 通算     | 65          | 1           |

#### 出場試合
| #   | 開催日         | 開催都市                   | スタジアム                                 | 対戦国               | 結果   | 監督       | 大会                                               | 出典   |
| --- | -------------- | -------------------------- | ------------------------------------------ | -------------------- | ------ | ---------- | -------------------------------------------------- | ------ |
| 1.  | 2012年2月29日  | パルシャル                 | ベラ・ヴィスタ市営スタジアム               | ノルウェー           | ○ 2-1  | 佐々木則夫 | アルガルヴェ・カップ2012                           | [ 24 ] |
| 2.  | 2012年3月2日   | パルシャル                 | ベラ・ヴィスタ市営スタジアム               | デンマーク           | ○ 2-0  | 佐々木則夫 | アルガルヴェ・カップ2012                           | [ 25 ] |
| 3.  | 2012年3月7日   | ファロ ／ ローレ           | エスタディオ・アルガルヴェ                 | ドイツ               | ● 3-4  | 佐々木則夫 | アルガルヴェ・カップ2012                           | [ 26 ] |
| 4.  | 2012年4月1日   | 仙台                       | ユアテックスタジアム仙台                   | アメリカ合衆国       | △ 1-1  | 佐々木則夫 | キリンチャレンジカップ2012                         | [ 27 ] |
| 5.  | 2012年6月20日  | ヨーテボリ                 | ガムラ・ウッレヴィ                         | スウェーデン         | ○ 1-0  | 佐々木則夫 | 国際親善試合 ～スウェーデン遠征～                  | [ 28 ] |
| 6.  | 2013年3月6日   | パルシャル                 | ベラ・ヴィスタ市営スタジアム               | ノルウェー           | ● 0-2  | 佐々木則夫 | アルガルヴェ・カップ2013                           | [ 29 ] |
| 7.  | 2013年3月8日   | パルシャル                 | ベラ・ヴィスタ市営スタジアム               | ドイツ               | ● 1-2  | 佐々木則夫 | アルガルヴェ・カップ2013                           | [ 30 ] |
| 8.  | 2013年3月13日  | ファロ ／ ローレ           | エスタディオ・アルガルヴェ                 | 中華人民共和国       | ○ 1-0  | 佐々木則夫 | アルガルヴェ・カップ2013                           | [ 31 ] |
| 9.  | 2013年6月20日  | 鳥栖                       | ベストアメニティスタジアム                 | ニュージーランド     | △ 1-1  | 佐々木則夫 | キリンチャレンジカップ2013                         | [ 32 ] |
| 10. | 2013年6月26日  | バートン＝アポン＝トレント | ピレリ・スタジアム                         | イングランド         | △ 1-1  | 佐々木則夫 | 国際親善試合 ～欧州遠征～                          | [ 33 ] |
| 11. | 2013年6月29日  | ミュンヘン                 | アリアンツ・アレーナ                       | ドイツ               | ● 2-4  | 佐々木則夫 | 国際親善試合 ～欧州遠征～                          | [ 34 ] |
| 12. | 2013年7月20日  | ソウル                     | ソウルワールドカップ競技場                 | 中華人民共和国       | ○ 2-0  | 佐々木則夫 | EAFF東アジアカップ2013                             | [ 35 ] |
| 13. | 2013年9月26日  | 千葉                       | フクダ電子アリーナ                         | ナイジェリア         | ○ 2-0  | 佐々木則夫 | 国際親善試合                                       | [ 36 ] |
| 14. | 2014年3月5日   | パルシャル                 | ベラ・ヴィスタ市営スタジアム               | アメリカ合衆国       | △ 1-1  | 佐々木則夫 | アルガルヴェ・カップ2014                           | [ 37 ] |
| 15. | 2014年3月7日   | パルシャル                 | ベラ・ヴィスタ市営スタジアム               | デンマーク           | ○ 1-0  | 佐々木則夫 | アルガルヴェ・カップ2014                           | [ 38 ] |
| 16. | 2014年3月10日  | ファロ ／ ローレ           | エスタディオ・アルガルヴェ                 | スウェーデン         | ○ 2-1  | 佐々木則夫 | アルガルヴェ・カップ2014                           | [ 39 ] |
| 17. | 2014年3月12日  | ファロ ／ ローレ           | エスタディオ・アルガルヴェ                 | ドイツ               | ● 0-3  | 佐々木則夫 | アルガルヴェ・カップ2014                           | [ 40 ] |
| 18. | 2014年5月8日   | 大阪                       | キンチョウスタジアム                       | ニュージーランド     | ○ 2-1  | 佐々木則夫 | なでしこジャパンWORLD MATCH                        | [ 41 ] |
| 19. | 2014年5月14日  | ホーチミン                 | トンニャット・スタジアム                   | オーストラリア       | △ 2-2  | 佐々木則夫 | 2014 AFC女子アジアカップ                           | [ 42 ] |
| 20. | 2014年5月16日  | ホーチミン                 | トンニャット・スタジアム                   | ベトナム             | ○ 4-0  | 佐々木則夫 | 2014 AFC女子アジアカップ                           | [ 43 ] |
| 21. | 2014年5月22日  | ホーチミン                 | トンニャット・スタジアム                   | 中華人民共和国       | ○ 2-1  | 佐々木則夫 | 2014 AFC女子アジアカップ                           | [ 44 ] |
| 22. | 2014年5月25日  | ホーチミン                 | トンニャット・スタジアム                   | オーストラリア       | ○ 1-0  | 佐々木則夫 | 2014 AFC女子アジアカップ                           | [ 45 ] |
| 23. | 2014年9月13日  | 天童                       | NDソフトスタジアム山形                     | ガーナ               | ○ 5-0  | 佐々木則夫 | なでしこジャパンWORLD MATCH                        | [ 46 ] |
| 24. | 2014年9月15日  | 仁川                       | 仁川南洞アジアードラグビー競技場           | 中華人民共和国       | △ 0-0  | 佐々木則夫 | 第17回アジア競技大会                               | [ 47 ] |
| 25. | 2014年9月18日  | 仁川                       | 仁川南洞アジアードラグビー競技場           | ヨルダン             | ○ 12-0 | 佐々木則夫 | 第17回アジア競技大会                               | [ 48 ] |
| 26. | 2014年9月22日  | 仁川                       | 仁川文鶴競技場                             | チャイニーズタイペイ | ○ 3-0  | 佐々木則夫 | 第17回アジア競技大会                               | [ 49 ] |
| 27. | 2014年9月29日  | 仁川                       | 仁川サッカー競技場                         | ベトナム             | ○ 3-0  | 佐々木則夫 | 第17回アジア競技大会                               | [ 50 ] |
| 28. | 2014年10月1日  | 仁川                       | 仁川文鶴競技場                             | 北朝鮮               | ● 1-3  | 佐々木則夫 | 第17回アジア競技大会                               | [ 51 ] |
| 29. | 2014年10月25日 | エドモントン               | コモンウェルス・スタジアム                 | カナダ               | ○ 3-0  | 佐々木則夫 | 国際親善試合                                       | [ 52 ] |
| 30. | 2014年10月28日 | バンクーバー               | BCプレイス・スタジアム                     | カナダ               | ○ 3-2  | 佐々木則夫 | 国際親善試合                                       | [ 53 ] |
| 31. | 2015年3月4日   | パルシャル                 | ベラ・ヴィスタ市営スタジアム               | デンマーク           | ● 1-2  | 佐々木則夫 | アルガルヴェ・カップ2015                           | [ 54 ] |
| 32. | 2015年3月6日   | ファロ ／ ローレ           | エスタディオ・アルガルヴェ                 | ポルトガル           | ○ 3-0  | 佐々木則夫 | アルガルヴェ・カップ2015                           | [ 55 ] |
| 33. | 2015年3月9日   | パルシャル                 | ベラ・ヴィスタ市営スタジアム               | フランス             | ● 1-3  | 佐々木則夫 | アルガルヴェ・カップ2015                           | [ 56 ] |
| 34. | 2015年3月11日  | ファロ ／ ローレ           | エスタディオ・アルガルヴェ                 | アイスランド         | ○ 2-0  | 佐々木則夫 | アルガルヴェ・カップ2015                           | [ 57 ] |
| 35. | 2015年5月28日  | 長野                       | 南長野運動公園総合球技場                   | イタリア             | ○ 1-0  | 佐々木則夫 | キリンチャレンジカップ2015                         | [ 58 ] |
| 36. | 2015年6月8日   | バンクーバー               | BCプレイス・スタジアム                     | スイス               | ○ 1-0  | 佐々木則夫 | 2015 FIFA女子ワールドカップ                        | [ 59 ] |
| 37. | 2015年6月16日  | ウィニペグ                 | ウィニペグ・スタジアム                     | エクアドル           | ○ 1-0  | 佐々木則夫 | 2015 FIFA女子ワールドカップ                        | [ 60 ] |
| 38. | 2015年6月23日  | バンクーバー               | BCプレイス・スタジアム                     | オランダ             | ○ 2-1  | 佐々木則夫 | 2015 FIFA女子ワールドカップ                        | [ 61 ] |
| 39. | 2015年6月27日  | エドモントン               | コモンウェルス・スタジアム                 | オーストラリア       | ○ 1-0  | 佐々木則夫 | 2015 FIFA女子ワールドカップ                        | [ 62 ] |
| 40. | 2015年7月1日   | エドモントン               | コモンウェルス・スタジアム                 | イングランド         | ○ 2-1  | 佐々木則夫 | 2015 FIFA女子ワールドカップ                        | [ 63 ] |
| 41. | 2015年7月5日   | バンクーバー               | BCプレイス・スタジアム                     | アメリカ合衆国       | ● 2-5  | 佐々木則夫 | 2015 FIFA女子ワールドカップ                        | [ 64 ] |
| 42. | 2015年11月29日 | フォ－レンダム             | FCフォーレンダムスタジアム                 | オランダ             | ● 1-3  | 佐々木則夫 | 国際親善試合                                       | [ 65 ] |
| 43. | 2016年2月29日  | 大阪                       | キンチョウスタジアム                       | オーストラリア       | ● 1-3  | 佐々木則夫 | 2016年リオデジャネイロオリンピック・アジア最終予選 | [ 66 ] |
| 44. | 2016年3月2日   | 大阪                       | キンチョウスタジアム                       | 韓国                 | △ 1-1  | 佐々木則夫 | 2016年リオデジャネイロオリンピック・アジア最終予選 | [ 67 ] |
| 45. | 2016年3月7日   | 大阪                       | キンチョウスタジアム                       | ベトナム             | ○ 6-1  | 佐々木則夫 | 2016年リオデジャネイロオリンピック・アジア最終予選 | [ 68 ] |
| 46. | 2016年3月9日   | 大阪                       | キンチョウスタジアム                       | 北朝鮮               | ○ 1-0  | 佐々木則夫 | 2016年リオデジャネイロオリンピック・アジア最終予選 | [ 69 ] |
| 47. | 2016年6月2日   | コマースシティ             | ディックス・スポーティング・グッズ・パーク | アメリカ合衆国       | △ 3-3  | 高倉麻子   | 国際親善試合                                       | [ 70 ] |
| 48. | 2016年6月5日   | クリーブランド             | ファーストエナジー・スタジアム             | アメリカ合衆国       | ● 0-2  | 高倉麻子   | 国際親善試合                                       | [ 71 ] |
| 49. | 2016年7月21日  | カルマル                   | グルドフォーゲルン・アリーナ               | スウェーデン         | ● 0-3  | 高倉麻子   | 国際親善試合                                       | [ 72 ] |
| 50. | 2018年2月28日  | パルシャル                 | ベラ・ヴィスタ市営スタジアム               | オランダ             | ● 2-6  | 高倉麻子   | アルガルヴェ・カップ2018                           | [ 73 ] |
| 51. | 2018年3月5日   | ファロ ／ ローレ           | エスタディオ・アルガルヴェ                 | デンマーク           | ○ 2-0  | 高倉麻子   | アルガルヴェ・カップ2018                           | [ 74 ] |
| 52. | 2018年3月7日   | パルシャル                 | ベラ・ヴィスタ市営スタジアム               | カナダ               | ● 0-2  | 高倉麻子   | アルガルヴェ・カップ2018                           | [ 75 ] |
| 53. | 2018年4月1日   | 諫早                       | トランスコスモススタジアム長崎             | ガーナ               | ○ 7-1  | 高倉麻子   | MS&ADカップ2018                                    | [ 76 ] |
| 54. | 2018年4月7日   | アンマン                   | キング・アブドゥッラー2世スタジアム        | ベトナム             | ○ 4-0  | 高倉麻子   | 2018 AFC女子アジアカップ                           | [ 77 ] |
| 55. | 2018年4月17日  | アンマン                   | キング・アブドゥッラー2世スタジアム        | 中華人民共和国       | ○ 3-1  | 高倉麻子   | 2018 AFC女子アジアカップ                           | [ 78 ] |
| 56. | 2018年6月10日  | ウェリントン               | ウエストパック・スタジアム                 | ニュージーランド     | ○ 3-1  | 高倉麻子   | 国際親善試合                                       | [ 79 ] |
| 57. | 2018年7月26日  | カンザスシティ             | チルドレンズ・マーシー・パーク             | アメリカ合衆国       | ● 2-4  | 高倉麻子   | 2018 トーナメント・オブ・ネーションズ              | [ 80 ] |
| 58. | 2018年8月2日   | ブリッジビュー             | トヨタ・パーク                             | オーストラリア       | ● 0-2  | 高倉麻子   | 2018 トーナメント・オブ・ネーションズ              | [ 81 ] |
| 59. | 2018年8月16日  | パレンバン                 | ブミ・シュリーヴィジャヤ・スタジアム       | タイ                 | ○ 2-0  | 高倉麻子   | 第18回アジア競技大会                               | [ 82 ] |
| 60. | 2018年8月25日  | パレンバン                 | ゲロラ・シュリーヴィジャヤ・スタジアム     | 北朝鮮               | ○ 2-1  | 高倉麻子   | 第18回アジア競技大会                               | [ 83 ] |
| 61. | 2018年8月28日  | パレンバン                 | ゲロラ・シュリーヴィジャヤ・スタジアム     | 韓国                 | ○ 2-1  | 高倉麻子   | 第18回アジア競技大会                               | [ 84 ] |
| 62. | 2018年8月31日  | パレンバン                 | ゲロラ・シュリーヴィジャヤ・スタジアム     | 中華人民共和国       | ○ 1-0  | 高倉麻子   | 第18回アジア競技大会                               | [ 85 ] |
| 63. | 2018年11月11日 | 鳥取                       | 鳥取市営サッカー場・バードスタジアム       | ノルウェー           | ○ 4-1  | 高倉麻子   | 国際親善試合                                       | [ 86 ] |
| 64. | 2019年2月27日  | チェスター                 | タレン・エナジー・スタジアム               | アメリカ合衆国       | △ 2-2  | 高倉麻子   | 2019 シービリーブスカップ                          | [ 87 ] |
| 65. | 2019年3月2日   | ナッシュビル               | ニッサン・スタジアム                       | ブラジル             | ○ 3-1  | 高倉麻子   | 2019 シービリーブスカップ                          | [ 88 ] |

#### ゴール
| #  | 開催日        | 開催都市     | スタジアム             | 対戦国   | 結果  | 監督       | 大会                        | 出典   |
| -- | ------------- | ------------ | ---------------------- | -------- | ----- | ---------- | --------------------------- | ------ |
| 1. | 2015年6月23日 | バンクーバー | BCプレイス・スタジアム | オランダ | ○ 2-1 | 佐々木則夫 | 2015 FIFA女子ワールドカップ | [ 89 ] |

## タイトル

### クラブ
- 日本体育大学
  - 全日本大学女子サッカー選手権大会：2回 (2007、2008)
- 日テレ・ベレーザ
  - なでしこリーグ：6回 (2010、2015、2016、2017、2018、2019)
  - 皇后杯全日本女子サッカー選手権大会：5回 （2014、2017、2018、2019､ 2020) 　
  - なでしこリーグカップ：5回 (2010、2012、2016、2018、2019)

### 代表
- 日本代表
  - AFC女子アジアカップ：2回（2014、2018）
  - アジア競技大会：1回 (2018)

### 個人
- なでしこリーグ ベストイレブン：4回 (2013、2014、2015、2016)